# Mariusz Czajka
Mariusz Czajka (ur. 9 kwietnia 1961 w Grudziądzu) – polski aktor teatralny, filmowy, dubbingowy i telewizyjny oraz prezenter telewizyjny.

## Życiorys
Syn Zenona (zm. 1970) i Krystyny Czajki (ur. 21 grudnia 1939, zm. 14 stycznia 2021).
W 1985 roku ukończył studia na PWST w Warszawie.
Na początku lat 90. dubbingował postać Kaczora Donalda w wersji polskojęzycznej (możemy go usłyszeć w tej roli w serialu Kacze opowieści). Przez pewien czas prowadził program Maraton uśmiechu w stacji TVN.
Od wielu lat pracuje w teatrze Studio Buffo w Warszawie. Prowadzi zajęcia na kierunku teatralnym w tymże teatrze dla dzieci i młodzieży, jak również na obozach teatralno-wokalnych pod patronatem Studia Buffo. Popularność przyniosły mu role w filmach Olafa Lubaszenko takich jak Sztos (1997), Chłopaki nie płaczą (2000) i w filmie telewizyjnym Jest sprawa... (2002), a także w serialu Skarb sekretarza (2000). Grał różne role epizodyczne w Świat według Kiepskich. Brał udział w produkcjach telewizyjnych takich jak Kraj świata, Ekstradycja, Miodowe lata, Fala zbrodni, Sąsiedzi, Niania, Na dobre i na złe, Plebania, Ojciec Mateusz, Baron24, Leśniczówka oraz filmach kinowych: C.K. Dezerterzy, Szczur, Belcanto, Wyjazd integracyjny.

## Filmografia
- 1984: Pewnego letniego dnia jako narkoman Karol
- 1984: Kilka scen z życia Glebowa
- 1985: C.K. Dezerterzy jako wartownik
- 1991: Paper Marriage jako mężczyzna oglądający występ Alicji
- 1992: Żegnaj, Rockefeller jako pijany przy budce telefonicznej (odc. 8)
- 1992: Naprawdę krótki film o miłości, zabijaniu i jeszcze jednym przykazaniu jako Wojtek
- 1992: Enak jako szef klubu
- 1993: Pora na czarownice jako „Pojebus”
- 1993: Kraj świata jako „wesoły” mężczyzna w łańcuchu
- 1993: Gospel According to Harry jako undertaker
- 1994: Szczur jako „Łysielec”, mieszkaniec podziemia
- 1994: La Belle de Varsovie jako tajniak
- 1995: Dwa światy jako Mort (odc. 6, 10, 17, 22, 23)
- 1995: Ekstradycja jako „Fazi”, człowiek Cyrka (odc. 1 i 2)
- 1996: Bar Atlantic jako Buła (odc. 3)
- 1997: Sztos jako mężczyzna jedzący kanapki w szulerni
- 1997: Wojenna narzeczona jako Schmidt, strażnik w stalagu (odc. 1 i 2)
- 1999–2003, 2021: Świat według Kiepskich jako:
  - akwizytor (odc. 3),
  - asystent Spielberga (odc. 5),
  - prof. dr. Wiktor Wektor (odc. 6),
  - facet z proszkiem (odc. 8),
  - wynalazca (odc. 16),
  - egzorcysta (odc. 18),
  - robochłop (odc. 25),
  - Jan Maria Rumba Rozpór Trzepiekoński (odc. 27),
  - złote jajko (odc. 30),
  - dr. Albert Śledzik (odc. 36),
  - egzorcysta (odc. 49),
  - prof. Pon Pon (odc. 52),
  - papuga Szopen / pan Tadeusz (odc. 61),
  - producent filmowy (odc. 92),
  - prof. Korniszon (odc. 94),
  - ufiak (odc. 114),
  - Dejwid Koperfas (odc. 134),
  - akwizytor (odc. 153),
  - wujek Stefan (odc. 588),
  - dubler Paździocha (odc. 589)
- 1999: Ja, Malinowski (odc. 9)
- 2000: Skarb sekretarza jako Edmund Czaja, rzeźbiarz ludowy
- 2000: Rancid Aluminium jako Mittelmaier
- 2000: Chłopaki nie płaczą jako Czesiek „Alf”, opiekun panienek
- 2001: Miodowe lata jako punk (odc. 94)
- 2003: Jest sprawa... jako Edmund Czaja, rzeźbiarz ludowy
- 2003–2005: Sąsiedzi jako
  - kelner August (odc. 10),
  - bezdomny (odc. 16),
  - producent filmowy Damian Wojciechowski (odc. 90)
- 2004: Fala zbrodni jako Lew Awiezow (odc. 9)
- 2006: Niania jako Piotrek, chłopak Jolki (odc. 58)
- 2006, 2018: Na dobre i na złe jako
  - Andrzej Wnuk, kierownik produkcji telenoweli dokumentalnej (odc. 266, 267, 271)
  - Trocki (odc. 711),
- 2008–2009: Plebania jako Koroński
- 2009: Dom nad rozlewiskiem jako Wroński, ojciec Karoliny (odc. 6 i 8)
- 2010: Miłość nad rozlewiskiem jako Józef Wroński, mąż Anny
- 2010: Belcanto jako fryzjer
- 2011: Życie nad rozlewiskiem jako Józef Wroński, mąż Anny
- 2011: Wyjazd integracyjny jako szef recepcji
- 2011, 2015, 2021: Ojciec Mateusz jako
  - Józef Maliniak (odc. 91),
  - Jarosław Migoń (odc. 186),
  - jasnowidz (odc. 327)
- 2012: Nad rozlewiskiem jako Józef Wroński, mąż Anny
- 2014–2015: Cisza nad rozlewiskiem jako Józef Wroński, mąż Anny
- 2014: Baron24 jako inspektor Waldemar Mazut (odc. 16)
- 2017: Pierwsza miłość jako Nikodem Kocioł, showman i konferansjer
- 2018: Pensjonat nad rozlewiskiem jako Józef Wroński, mąż Anny
- 2018: O mnie się nie martw jako Antoni (odc. 113)
- 2019: Futro z misia jako Hu Young Lu
- 2019: Rudy jako sąsiad
- 2020: Leśniczówka jako Lucjan (odc. 185, 187, 194, 195)
- 2021: Mecenas Porada jako Stefan (odc. 8)

## Polski dubbing
- 1987–1990: Kacze opowieści (stara wersja dubbingu) – Kaczor Donald
- 1989–1992: Chip i Dale – wilk Harry (odc. 25)
- 1990–1991: Latające misie – Łasek
- 1994: Lassie
- 1999–2002: Chojrak, tchórzliwy pies –
  - Smok William,
  - Szef psiej mafii (odc. 46)
- 1999: Gwiezdne wojny: część I – Mroczne widmo – mistrz Yoda
- 2001: Tryumf pana Kleksa
- 2002: Gwiezdne wojny: część II – Atak klonów – mistrz Yoda
- 2003–2005: Gwiezdne wojny: Wojny klonów – mistrz Yoda
- 2004: Harry Potter i więzień Azkabanu – Gadająca głowa w „Błędnym Rycerzu”
- 2004: Lemony Snicket: Seria niefortunnych zdarzeń –
  - Hrabia Olaf,
  - kapitan Szlam,
  - Stefano
- 2004: Ekspres polarny – gruby maszynista
- 2005: Gwiezdne wojny: część III – Zemsta Sithów – Yoda
- 2008: Gwiezdne wojny: Wojny klonów − Yoda
- 2008: Speed Racer
- 2008: The Garfield Show – Harry
- 2009: Star Wars: The Clone Wars – Republic Heroes – mistrz Yoda
- 2010: Legendy sowiego królestwa: Strażnicy Ga’Hoole – Echidna
- 2011: Happy Feet: Tupot małych stóp 2
- 2011: Niesamowity świat Gumballa –
  - Gaylord Robinson (odc. 1b, 15a),
  - Babcia Jojo (odc. 6b, 12b),
  - szczury (odc. 6b),
  - złodziej (odcisk palca) (odc. 6b, 14b)
- 2011: Gwiezdne wojny: część V – Imperium kontratakuje – mistrz Yoda
- 2011: Gwiezdne wojny: część VI – Powrót Jedi – Mistrz Yoda
- 2011: Lego Star Wars: Padawańskie widmo – mistrz Yoda
- 2012–2016: Wodogrzmoty Małe –
  - Bożek Miłości (odc. 29),
  - agent Trigger (jedna scena w odc. 30),
  - lokaj (odc. 31)
- 2012: Lego Star Wars: Upadek Imperium – mistrz Yoda
- 2013: Lego Star Wars: Kroniki Yody – mistrz Yoda
- 2013: Rysiek Lwie Serce
- 2013: Mixele
- 2013: Steven Universe – Torba Borba (odc. 55)
- 2014: Wujcio Dobra Rada –
  - Torba Borba (serie II-IV),
  - właściciel Clarisa (odc. 94),
  - tata Zeke'a (odc. 109),
  - kościotrup (odc. 110),
  - niebieski kucyk (odc. 111)
- 2014: Clarence –
  - Ryan „Sumo”,
  - właściciel cyrku (odc. 50),
  - Mel, tata Suma (odc. 65, 70, 76)
- 2014: Żółwik Sammy i spółka –
  - Figo,
  - Tata Figo
  - odpowiednik Figo z Idealnej Rafy
- 2014: Po drugiej stronie muru –
  - jeden z mieszkańców Mgiełkowa (odc. 2),
  - szewc (odc. 4)
- 2014: Munio: Strażnik Księżyca – Koks
- 2015: Dom – Kapitan Smek
- 2015: Dzielna syrenka i piraci z Kraboidów – Czarny
- 2015: Nowe przygody Aladyna
- 2015: Sawa. Mały wielki bohater –
  - Elza,
  - Kraker 1,
  - Rycerz Ryks,
  - Rycerze Ryksi,
  - Wojownicy
- 2015: Miles z przyszłości – Crick
- 2015: Star Butterfly kontra siły zła –
  - Król Butterfly (odc. 1a, 5a, 9b, 13, 19b, 21a),
  - pan Diaz (odc. 1a, 3b, 5a, 9b, 13, 15b, 17b, 18b),
  - Lars (odc. 3a),
  - sędzia (odc. 3a),
  - kierowca autobusu (odc. 4a),
  - rybi sprzedawca (odc. 4b),
  - głos (odc. 8a),
  - dwugłowy potwór (odc. 8b),
  - Kevin (odc. 9b),
  - ośmiornica (odc. 9b),
  - asystent pani Ohydzkiej (odc. 10),
  - Justin (odc. 12a),
  - mucha (odc. 13, 19b),
  - łysy uczeń (odc. 21b)
- 2017: Legendy – Don Andres
- 2011: Lego Star Wars: Upadek Imperium – mistrz Yoda
- 2011: Lego Star Wars: Padawańskie widmo – mistrz Yoda
- 2012: Lego Star Wars: Kroniki Yody – mistrz Yoda
- 2015: Disney Infinity 3.0 – mistrz Yoda
- 2015: Lego Star Wars: Opowieści droidów – mistrz Yoda
- 2016: Tygrysek Daniel i jego sąsiedzi – Arni z piekarni
- 2020: Lego Gwiezdne wojny: Świąteczna przygoda – Mistrz Yoda[2]